# Cliff DeYoung
Clifford Tobin DeYoung (* 12. února 1945, Los Angeles, Kalifornie, USA) je americký herec a hudebník. Před zahájením herecké kariéry zpíval se skupinou Clear Light, která hrála i s The Doors, Jimi Hendrixem a Janis Joplin.
V roce 1993 hostoval v epizodě „Vortex“ seriálu Star Trek: Stanice Deep Space Nine, kde ztvárnil Crodena, jednu z hlavních postav tohoto dílu.
V roce 2012 si zahrál hlavní roli ve filmu Soudný den